# دستي ميلر
دستي ميلر (بالإنجليزية: Dusty Miller)‏ هو لاعب كرة قاعدة أمريكي، ولد في 10 سبتمبر 1868 في أويل سيتي في الولايات المتحدة، وتوفي في 3 سبتمبر 1945 في ممفيس في الولايات المتحدة.

## وصلات خارجية
- دستي ميلر على موقعبيزبول رفرنس.كوم (الدوري الرئيسي) (الإنجليزية)
- دستي ميلر على موقعبيزبول رفرنس.كوم (الدوري الثانوي) (الإنجليزية)